# 湘潭号导弹护卫舰
“湘潭”号导弹护卫舰（舷号531）简称“湘潭”舰，是中国人民解放军海军第二十二艘054A型导弹护卫舰，可以单独或者协同海军其他兵力攻击敌水面舰艇及潜艇，具有较强的远程警戒和防空作战能力。湘潭舰由黄埔造船厂建造，2015年3月19日下水，2016年2月24日入列，服役于东海舰队驱逐舰第三支队。湘潭舰舰名取自湖南省湘潭市，其入列命名授旗仪式于2016年2月24日在浙江省舟山市某军港举行。